# Odontomachus circulus
Odontomachus circulus es una especie de hormiga del género Odontomachus, familia Formicidae. Fue descrita científicamente por Wang en 1993.
Se distribuye por China. Se ha encontrado a elevaciones de hasta 1635 metros. Habita en bosques húmedos y jardines.